# Ohne Auslagen

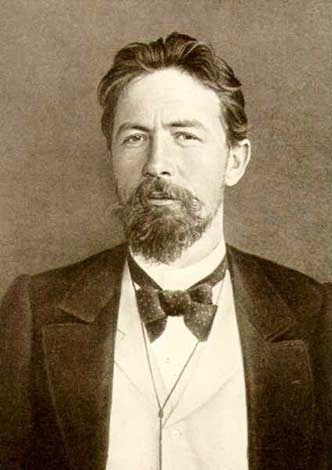
Anton Tschechow

Ohne Auslagen (russisch Хороший конец, Choroschi konez) ist eine Kurzgeschichte des russischen Schriftstellers Anton Tschechow, die am 25. Juli 1887 in der Wochenzeitschrift Oskolki erschien. Zu Lebzeiten des Autors wurde der Text ins Bulgarische, Deutsche, Polnische, Rumänische, Serbokroatische, Tschechische und Ungarische übersetzt. Alexander Kuprin bescheinigte in einer Besprechung in der Kiewer Zeitschrift Leben und Kunst vom Januar 1900 dem Humoristen Tschechow Talent als Verfasser anekdotischer Erzählungen.

## Inhalt
In einer russischen Stadt: Der 52-jährige Oberschaffner Stytschkin möchte endlich heiraten. Weil er keine passende Frau kennt, hat er notgedrungen die um die 40-jährige Heiratsvermittlerin Ljubow Grigorjewna, „eine solide, etwas schwammige Dame“, zu sich nach Hause gebeten. Der Bahnbeamte gibt sich in diesem ersten Sondierungsgespräch, sein Lebensglück betreffend, eigentlich recht anspruchslos. Mit einem einfachen Mädchen, das ihn achtet, möchte er ein paar Kinderchen in die Welt setzen und weiter nichts. Diese Frau muss nicht reich, soll aber auch nicht arm sein. Eine volle Figur dieser Dame wäre angenehm. Schönheit vergeht, meint Stytschkin. Also spiele das Äußerliche einer Frau bei seiner Wahl nicht die erste Rolle. Verstand muss seine Künftige auch nicht haben. Hauptsache, sie könne ihm einen Knopf annähen. Die Heiratsvermittlerin Ljubow Grigorjewna bietet dem Beamten seufzend eine Griechin und eine Französin an. Stytschkin lehnt dankend ab und forscht nach den Auslagen. Was kostet die Heiratsvermittlung? Der Besuch verlangt fünfundzwanzig Rubel.
Das ist teuer, findet der Beamte. Als er im Gespräch herausbekommt, sein Damenbesuch schafft pro Monat im Durchschnitt zwei Vermittlungen, rechnet er flink: Sechshundert Rubel Jahresverdienst – das ist eine gute Partie. Stytschkin macht Ljubow einen Heiratsantrag. Die Frau nimmt errötend an. Anton Tschechow beschließt die Erzählung: „Er … begann seiner Braut seine Ansichten über die Ehe und über die Pflichten des Weibes auseinanderzusetzen.“